# Oncocnemis arenbergeri
Oncocnemis arenbergeri là một loài bướm đêm trong họ Noctuidae.